# 위선자들
"위선자들"은 2015년에 개봉한 대한민국의 영화이다.

## 캐스팅
- 권민중 : 조진아 역
- 김정균 : 하지만 역
- 장두이 : 박창호 역
- 최할리 : 이해영 역
- 신소미 : 유인경 역
- 경준 : 우진 역
- 송은진 : 소연 역
- 주연서 : 희주 역
- 홍서준 : 박원상 역
- 이주석 : 방송국 국장 역
- 곽진 : 블랙토론 연출자 역
- 김희령 : 소연 모 역
- 안민영 : 호프집 아줌마 역
- 임보배 : 영지 역
- 장유리 : 과대표 역
- 조부현 : 집행관 역
- 이후성 : 채권자 역
- 홍부향 : 집주인 역
- 이태헌 : 조연출 역
- 문진영 : 20대남자 역
- 심재원 : 남자면접관 역
- 박정아 : 여자면접관 역
- 유형열 : 복싱관장 역
- 임창용 : 복싱트레이너 역
- 유민 : 토론장 화난관중 역
- 안우진 : 소연동생 역